# Papa Leon al II-lea
Papa Leon al II-lea (n. 611 d.Hr., Sicilia, Regatul Italiei – d. 3 iulie 683 d.Hr., Roma, Imperiul Roman de Răsărit) a fost papă al Romei din 17 august 682 până la moartea sa. În traducere, numele său înseamnă „leu”.
Era grec originar din Sicilia. Așa de puțină lume mai știa pe atunci greacă la Roma încât un vorbitor de latină și greacă era considerat un personaj cu un nivel educativ deosebit de ridicat. Ca papă, era succesorul lui Agaton. Și sub pontificatul lui Leon se simțeau încă  urmările celui de al VI-lea conciliu ecumenic (cel de la Constantinopol din 680), când fostul papă Honoriu I a primit anatema bisericii pentru vederile sale "simpatizante cu eretici" în cadrul disputelor legate de monoteletism. Leon era clar în favoarea acestei măsuri, chiar a încercat să creeze un fundament științific pentru condamnarea lui Honoriu prin diverse scrieri. Pentru el, Honoriu era cineva care "profana proditione immaculatem fidem subvertere conatus est" ("...încerca să distrugă credința pură printr-o trădare ordinară").
Din punctul de vedere al infailibilității papale, cuvintele lui au dus de asemenea la o dispută.
Îndeosebi textul grecesc trimis Împăratului conține o formulă diferită, mai blândă. Scriind "subverti permisit" în loc de "subvertere conatus est", reproșul la adresa lui Honoriu este redus de la o răspândire activă a ereziei la tolerarea acesteia, ceea ce probabil reflecta mai bine atitudinea lui Leon față convingerile predecesorului său (vezi: Conciliengeschichte, vol III, p. 294 a lui Hefel).
Dependența scaunului Ravennei de Roma a fost stabilită printr-un edict imperial tot în timpul pontificatului lui Leon al II-lea.
Și papa Leon al II-lea a fost sanctificat (3 iulie, ziua morții sale).
1. ↑  Leo PP., Catalogue of the Library of the Pontifical University of Saint Thomas Aquinas
2. ↑  Catholic-Hierarchy.org, accesat în 16 octombrie 2020
3. ↑  Mirabile: Archivio digitale della cultura medievale